# Richard K. Guy
Richard Kenneth Guy (30 tháng 9 năm 1916 – 9 tháng 3 năm 2020) là một nhà toán học người Anh. Ông là giáo sư khoa Toán tại trường Đại học Calgary. Ông được biết đến với công trình trong lý thuyết số, hình học, toán học giải trí, tổ hợp và lý thuyết đồ thị. Ông được biết là đã cùng đồng tác giả (với John Conway và Elwyn Berlekamp) của quyển sách Winning Ways for your Mathematical Plays và tác giả của Unsolved Problems in Number Theory. Ông đã viết hơn 300 bài viết học thuận. Guy đề xuất một định luật hài hước, "Strong Law of Small Numbers", nói rằng không có đủ các số nhỏ cho nhiều mục đích khác nhau – dẫn đến nhiều sự trùng hợp và khuôn mẫu trong các con số giữa nhiều nền văn hóa. Với bài viết này, ông đã nhận được giải Giải Lester R. Ford.

## Tiểu sử

### Thời niên thiếu
Guy sinh ngày 30 tháng 9 năm 2016 tại Nuneaton, Warwickshire, Anh. Cha mẹ anh, Adeline Augusta Tanner và William Alexander Charles Guy, đều là giáo viên, và làm hiệu trưởng. Ông theo học Trường Warwick cho nam sinh, ngôi trường lâu đời thứ ba ở Anh, nhưng không quá hào hứng về việc học. Tuy nhiên, ông giỏi thể thao và xuất sắc trong môn toán. Năm 17 tuổi, ông đọc History of the Theory of Numbers của Dickson. Ông nói rằng nó hay hơn "tất cả mọi thứ của Shakespeare", càng củng cố thêm niềm đam mê toán học suốt đời của ông.
Năm 1935 Guy tham dự Cao đẳng Gonville và Caius, Cambridge, và nhận được một vài học bổng. Để nhận được học bổng quan trọng nhất, ông phải đi đến Cambridge và làm bài thi trong hai ngày. Ông bắt đầu quan tâm đến trò chơi tại Cambridge khi ông trở nên thích thú với bài toán cờ vua. Năm 1938, ông tốt nghiệp với bằng danh dự hạng hai; sau này ông nói rằng việc không được bằng hạng nhất có thể là do sự đam mê cờ vua của anh. Mặc dù cha mẹ anh không muốn anh theo, Guy quyết định làm giáo viên và nhận bằng giảng dạy tại Đại học Birmingham. Ông gặp vợ tương lai của mình, Nancy Louise Thirian, qua em cô Michael, một sinh viên cũng nhận học bổng tại Gonville và Caius. Ông và Louise đều thích leo núi và nhảy. Họ cưới tháng 12 năm 1940.

### Những năm chiến tranh
Tháng 11 năm 1942, Guy nhận được lời mời khẩn của Đơn vị Khí tượng của Không quân Hoàng gia Anh, với cấp bậc trung úy bay. Ông được cử đi Reykjavik, sau đến Bermuda, làm một nhà khí tượng học. Ở Iceland, ông tham quan các sông băng, trượt tuyết và leo núi, và trở nên yêu thích băng tuyết. Khi Guy trở về Anh sau chiến tranh, ông quay về giảng dạy tại Trường Ngữ pháp Stockport, nhưng chỉ trong hai năm. Năm 1947 gia đình ông chuyển đến Luân Đôn, nơi ông dạy toán tại Cao đẳng Goldsmiths.

### Sau này
Năm 1951 ông đến Singapore, nơi ông dạy tại Đại học Mã Lai cho đến năm 1962. Sau đó ông dành vài năm ở Viện Công nghệ Ấn Độ tại Delhi. Trong khi ở Ấn Độ, ông và Louise thường đi leo núi ở gần dãy Himalaya. Guy chuyển đến Canada năm 1965, trở thành giáo sư tại trường Đại học Calgary tại Alberta. Mặc dù chính thức nghỉ hưu năm 1982, ông vẫn đến văn phòng năm ngày một tuần để làm việc, ngay cả khi đã qua tuổi 100. C2ung với George Thomas và John Selfridge, Guy giảng dạy tại Canada/USA Mathcamp trong những năm đầu tiên.
Năm 1991 Đại học Calgary trao tặng ông bằng tiến sĩ danh dự. Guy nói họ cho ông tấm bằng vì xấu hổ, dù đại học đã nói rằng "nỗ lực nghiên cứu sâu rộng và những tác phẩm phong phú trong lĩnh vực lý thuyết số và tổ hợp đã góp phần củng cố nền tảng của lý thuyết trò chơi và ứng dụng của nó cho nhiều hoạt động của con người". Guy và vợ ông Louise (mất năm 2010) vẫn tích cực leo núi và hoạt động môi trường ngay cả khi về già. Năm 2014, ông quyên góp 100.000 đô la cho Câu lạc bộ Alpine của Canada cho việc huấn luyện những tài năng trẻ. Đáp lại, Câu lạc bộ Alpine đã vinh danh họ bằng việc xây dựng Lều Louise và Richard Guy gần chân núi Mont des Poilus. Họ có ba người con, một trong số đó là nhà toán học và khoa học máy tính Michael J. T. Guy.
Guy mất ngày 9 tháng 3 năm 2020 ở tuổi 103.